# Willst du mit mir gehn (Album)
Willst du mit mir gehn ist das am 18. März 2005 veröffentlichte 8. Studioalbum von Nena und zugleich der Name der zugehörigen Tour.

## Entstehungsgeschichte
2002 hatte Nena ein Album mit Wiederaufnahmen namens Nena feat. Nena veröffentlicht, 2003 folgte ein Livealbum namens Nena Live Nena. Willst du mit mir gehn besteht aus zwei Teilen: Der CD „Rot“, die mit Nenas Keyboarder Uwe Fahrenkrog-Petersen in Berlin aufgenommen wurde, und der CD „Orange“, die bei Jamsessions auf Mallorca entstand und bis zu elf Minuten lange Songs enthält. Vorab wurde im Februar 2005 bereits die Single Liebe ist veröffentlicht, die es auf Platz eins der Charts schaffte. Das Album erreichte Platz zwei. Als weitere Singles wurden im Juni 2005 das Titelstück und Lass mich veröffentlicht, letztere Single erschien im Oktober 2005 zusammen mit der ebenfalls Willst Du mit mir gehn betitelten Autobiografie, die gemeinsam mit Claudia Thesenfitz entstand. Sie wurde auf der Frankfurter Buchmesse präsentiert. Im Folgemonat begann die Tour im deutschsprachigen Raum.

## Rezeption
Laut.de schrieb, das Album weise „einige gefällige Songs und wenige Höhepunkte“ auf. Kritisiert wurden etwa „billige Plastiksounds“ auf der ersten CD. „Orange“ sei der experimentellere und „interessantere Teil“. Insgesamt sei das Album ein „bemühtes, aber durchwachsenes Comeback“.

## Titel
CD 1:
(*: Singles)
1. Willst du mit mir gehn* – 3:46
2. Lass mich* – 3:27
3. Und jetzt steh ich hier und warte – 4:46
4. Liebe ist (Album Version)* – 4:54
5. Ich komm mit dir – 4:06
6. Immer weiter – 4:10
7. Ohne Liebe bin ich nichts (Berlin Version) – 3:43
8. Vitamine – 4:07
9. Wir fliegen – 3:44
10. Neues Land – 4:53
11. Der Anfang – 8:30

CD 2:
1. Ja kann man denn da überhaupt was machen/Ich will was neues – 9:04
2. Es ist noch nicht zu spät/Das ist der Anfang – 3:14
3. Ohne Liebe bin ich nichts – 3:14
4. Machs doch – 11:06
5. Hey Pauli ein neuer Ton – 3:40
6. Wenn die Sonne scheint – 4:39
7. Das verträgt sich nicht mit uns – 3:47
8. Hochzeit Je T'aime – 6:38
9. Die Tür geht zu – 3:46

## Kommerzieller Erfolg

### Chartplatzierungen
| ChartsChartplatzierungen | Höchstplatzierung | Wochen |
| ------------------------ | ----------------- | ------ |
| Deutschland (GfK)        | 2 (33 Wo.)        | 33     |
| Österreich (Ö3)          | 1 (28 Wo.)        | 28     |
| Schweiz (IFPI)           | 1 (27 Wo.)        | 27     |

| ChartsJahrescharts (2005) | Platzierung |
| ------------------------- | ----------- |
| Deutschland (GfK)         | 9           |
| Österreich (Ö3)           | 9           |
| Schweiz (IFPI)            | 32          |

### Auszeichnungen für Musikverkäufe
| Land/Region        | Auszeichnungen für Musikverkäufe (Land/Region, Auszeichnung, Verkäufe) | Verkäufe |
| ------------------ | ---------------------------------------------------------------------- | -------- |
| Deutschland (BVMI) | 3× Gold                                                                | 300.000  |
| Österreich (IFPI)  | Gold                                                                   | 15.000   |
| Schweiz (IFPI)     | Gold                                                                   | 15.000   |
| Insgesamt          | 3× Gold · 1× Platin ·                                                  | 330.000  |